# I Love Paris
I Love Paris (Amo Parigi) è una canzone del musical del 1953 di Cole Porter Can-Can. La canzone è cantata nel secondo atto da madame Pistache.
Da questa canzone prende anche il titolo l'album più famoso di Michel Legrand, che include un arrangiamento e una versione orchestrale della canzone.

## Interpreti principali
- Caterina Valente (in tedesco) Ganz Paris träumt von der Liebe
- Ella Fitzgerald Sings the Cole Porter Songbook (1956) [1]
- Screamin' Jay Hawkins - At Home with Screamin' Jay Hawkins (1988) [2]
- Jack Jones - I've Got a Lot of Livin' To Do (1961)
- Frank Sinatra nella versione cinematografica del musical del 1960.[3]
- Peter Cincotti, nell'album  On the Moon (2004).
- Maysa Matarazzo – Nel suo tour in Francia.
- Vanessa Paradis, in her album Best of Vanessa Paradis (2009).[4]
- Patricia Kelly - It Is Essential (2010)
- Patti LuPone nella versione concertale del musical del 2004 e nel suo album The Lady with the torch.
- Les Négresses Vertes (voce Helno) nel loro album Red Hot & Blue (1990).

## Categoria
1. ↑  Ella Fitzgerald, Sings the Cole Porter Songbook Retrieved February 10, 2012.
2. ↑  Screamin' Jay Hawkins, At Home with Screamin' Jay Hawkins: The Epic And Okeh Recordings Retrieved February 10, 2012.
3. ↑  Frank Sinatra, Come Fly with Me Retrieved February 10, 2012.
4. ↑  Vanessa Paradis, Best of Vanessa Paradis Retrieved February 10, 2012.